# Marten Pepijn

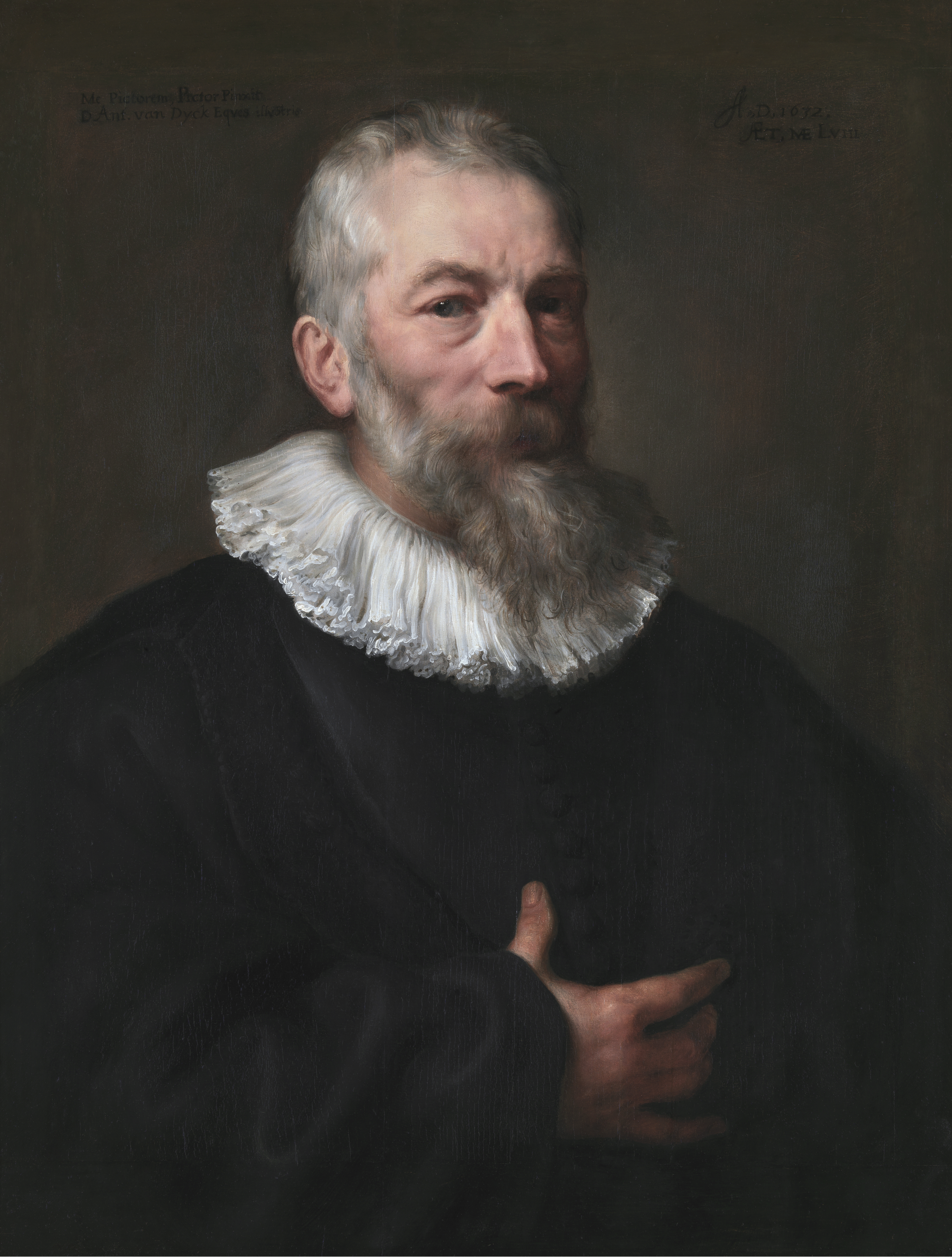
Retrato de Marten Pepijn por Anton van Dyck, 1632, óleo sobre tabla, 72 x 56 cm, Amberes, Koninklijk Museum.

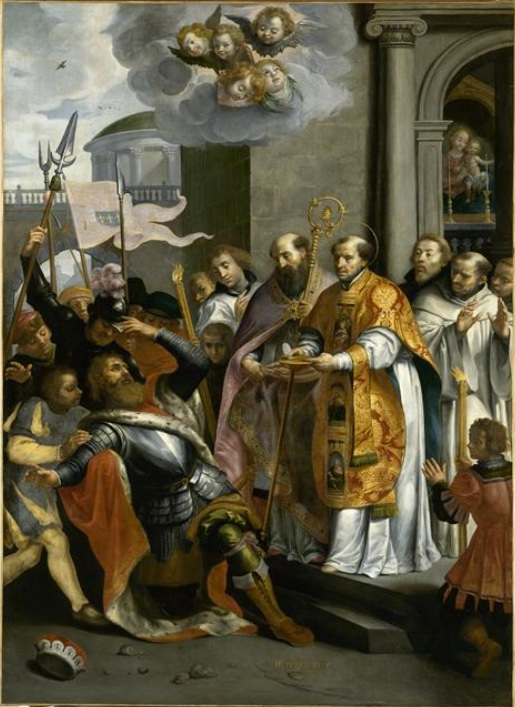
San Bernardo y el duque de Aquitania, óleo sobre tabla, 350 x 250 cm, Museo de Bellas Artes de Valenciennes.

Marten Pepijn o Pepyn (Amberes, 1575 – 1643) fue un pintor barroco flamenco.

## Biografía
Hijo de Guillaume Pepijn, marchante de arte, y de Catharina Van den Berge, fue bautizado en la Catedral de Nuestra Señora de Amberes el 21 de febrero de 1575. No se tienen datos referidos a su formación, que por razones estilísticas se cree podría haber tenido lugar en el taller de Ambrosius Francken. Se inscribió como maestro en el gremio de San Lucas en 1600, aunque no se conocen obras datadas anteriores a la década de 1620. Una interpretación incorrecta de la biografía del pintor redactada por Cornelis de Bie en Het Gulden Cabinet hizo pensar en una larga estancia en Italia y atribuirle allí algunas obras, para lo que no existe confirmación documental o de cualquier otro género.
Casado en diciembre de 1601 con Marie Huybrechts, el matrimonio tuvo cinco hijos. De una de las hijas, Marthe, actuó como madrina Isabella Brant, esposa de Rubens, lo que se ha interpretado como indicio de las buenas relaciones entre los dos pintores y permitiría explicar algunos elementos tomados de Rubens en la pintura de Pepijn, en líneas generales arcaica. La hija menor, Catharina, bautizada el 13 de febrero de 1619, también pintora, se inscribió en 1653 como maestra libre en el gremio de San Lucas.
Sus pinturas, principalmente de asunto religioso y de gran tamaño como pinturas de altar, tienen un carácter marcadamente narrativo y realista, con elementos propios de la pintura del siglo anterior, como lo acabado del dibujo, un tanto seco, la rigidez en las figuras y la utilización de fondos arquitectónicos clasicistas, así en el San Bernardo y el duque de Aquitania del Museo de Bellas Artes de Valenciennes o en la Santa Isabel de Hungría distribuyendo limosnas del Hospital de Santa Isabel de Amberes.
Es posible que algunas obras de Pepijn se destinasen al comercio de arte en España, donde se le atribuye un mal conservado apostolado en figuras de cuerpo entero conservado en el Museo de Bellas Artes de Granada.